# Лудвиг фон Бланкенхайн
Лудвиг фон Бланкенхайн (на немски: Ludwig von Blankenhain; † сл. 1411) е господар на Бланкенхайн и Танроде (днес част от Бад Берка) в окръг Ваймарер Ланд в Тюрингия.
Той е син на Лудвиг фон Бланкенхайн († сл. 1370) и съпругата му Катерина фон Танроде, дъщеря на Конрад фон Танроде-Щраусфурт († ок. 1360) и София фон Ройс-Гера († ок. 1344), дъщеря на фогт Хайнрих II фон Гера († 1306/1311) и Ирмгард (Леукард) фон Ваймар-Орламюнде († 1318). Внук е на Хайнрих фон Бланкенхайн († сл. 1356) и правнук на Лудвиг фон Бланкенхайн († сл. 1321). Потомък е на Берингер фон Мелдинген († сл. 1184).
Брат му Хайнрих фон Бланкенхайн († сл. 1415) е женен за Агнес фон Байхлинген († ок. 1422), дъщеря на граф Хайнрих IV фон Байхлинген 'Стари' († 1386) и София фон Регенщайн († ок. 1366); снаха му Агнес се омъжва втори път сл. 1415 г. за граф Ото VIII фон Орламюнде († 1460). Сестра му Юта фон Бланкенхайн († сл. 1383) е омъжена за Зигфрид фон Кверфурт-Мюлберг, господар на Мюлберг и Кличен († 1396).
След смъртта на брат му Хайнрих фон Бланкенхайн († сл. 1415), според наследствения договор на фрайхер Лудвиг фон Бланкенхайн територията южно от Ваймар през 1416 г. отива на графовете фон Глайхен. Внук му Лудвиг фон Глайхен († 1467) поема дворец Бланкенхайн и основава линията „Глайхен-Бланкенхайн“. Той е син на дъщеря му Катарина фон Бланкенхайн и Хайнрих VII фон Глайхен-Хаймбург.

## Фамилия
Лудвиг фон Бланкенхайн се жени за Анна фон Шьонбург-Кримитцшау († сл. 1370), дъщеря на Херман VI фон Шьонбург-Кримитцшау († 1382) и Мехтилд фон Хакеборн († сл. 1387). Те имат една дъщеря:
- Катарина фон Бланкенхайн († ок. 1411/1427), омъжена I. сл. 1394 г. за граф Хайнрих VII фон Глайхен-Хаймбург († 1415), II. пр. 14 март 1427 г. за граф Вилхелм I фон Орламюнде († 1450/1460), брат на Ото VIII фон Орламюнде († 1460)